# 베인 캐피탈
베인캐피탈(Bain Capital, LP)은 매사추세츠주 보스턴 시를 본사를 두고 있는 미국의 사모투자회사이다. 사모 펀드, 벤처 캐피탈, 신용대출, 공공펀드, 임팩트 투자, 생명 과학, 암호화폐, IT , 합자기회, 스페셜 시츄에이션 및 부동산 분야 투자를 전문으로 하며 다양한 산업 부문과 지역에 투자하며 컨설팅 회사인 베인앤컴퍼니의 파트너에 의해 1984년도에 설립되었다. 보스턴의 200 Clarendon Street에 본사를 두고 북미 유럽, 아시아 및 호주에 22개의 지역사무소를 두고 있다.

## 한국 투자
- 2021년 더존비즈온과 모회사 더존홀딩스에 총 2300억원을 투자하였고 더존비즈온이 최대주주인 더존홀딩스를 흡수합병하면서 베인캐피탈은 더존비즈온 주식을 가지게 되었는데 2024년에 신한투자증권에 매각하면서 2600억원 가량을 회수하여 IRR 4%대의 저조한 투자실적을 올렸다[5]
- 클래시스의 경영권 인수하였고 2년 후에 볼트온(bolt-on)전략의 일환으로 이루다를 추가로 인수하였다.[6]
- 솔루엠 주식을 공개매수해 경영권을 확보하는 계획을 논의 중에 있다[7]

## 같이 보기
- 클래시스
- 휴젤
- 에스티유니타스

## 참고문헌
1. ↑  Klein, Alex (2012년 10월 26일). “Bill Bain Speaks: 'The Unfair Attacks Are Not Worth Responding To'”. 《The Daily Beast》. 2014년 7월 22일에 확인함.
2. ↑  “Public Investment Memorandum” (PDF). 2018년 9월 24일. 2020년 11월 23일에 원본 문서 (PDF)에서 보존된 문서. 2019년 10월 15일에 확인함.
3. ↑  “Form S-1/A DOCUSIGN INC”. StreetInsider.com. 2019년 10월 15일에 확인함.
4. ↑  Kreutzer, Laura (2016년 4월 7일). “Bain Capital Rebrands Credit Affiliate, Public Equity Unit”. 《The Wall Street Journal》 (미국 영어). 2019년 10월 15일에 확인함.
5. ↑  오귀환, 베인캐피탈, 더존비즈온 매각… IRR 4%대 그치며 뒷맛 씁쓸, 조선비즈, 2024.04.30
6. ↑  심아란, 베인캐피탈, 인수 2년차 클래시스 '볼트온'…밸류 높일까, 코리아헤럴드, 2023.09.05
7. ↑  김학성, 글로벌 운용사 베인캐피탈, 솔루엠 인수 추진…공개매수 논의, 연합인포맥스, 2024년 5월 21일